# Selské ballady (Vrchlický)
Selské ballady (Wiejskie ballady) – tomik czeskiego poety Jaroslava Vrchlickiego, opublikowany w 1885. Zawiera wiersze poruszające kwestię rewolucji społecznej, oparte na motywach z historii Czech.